# Alexander Iwanowitsch Odojewski

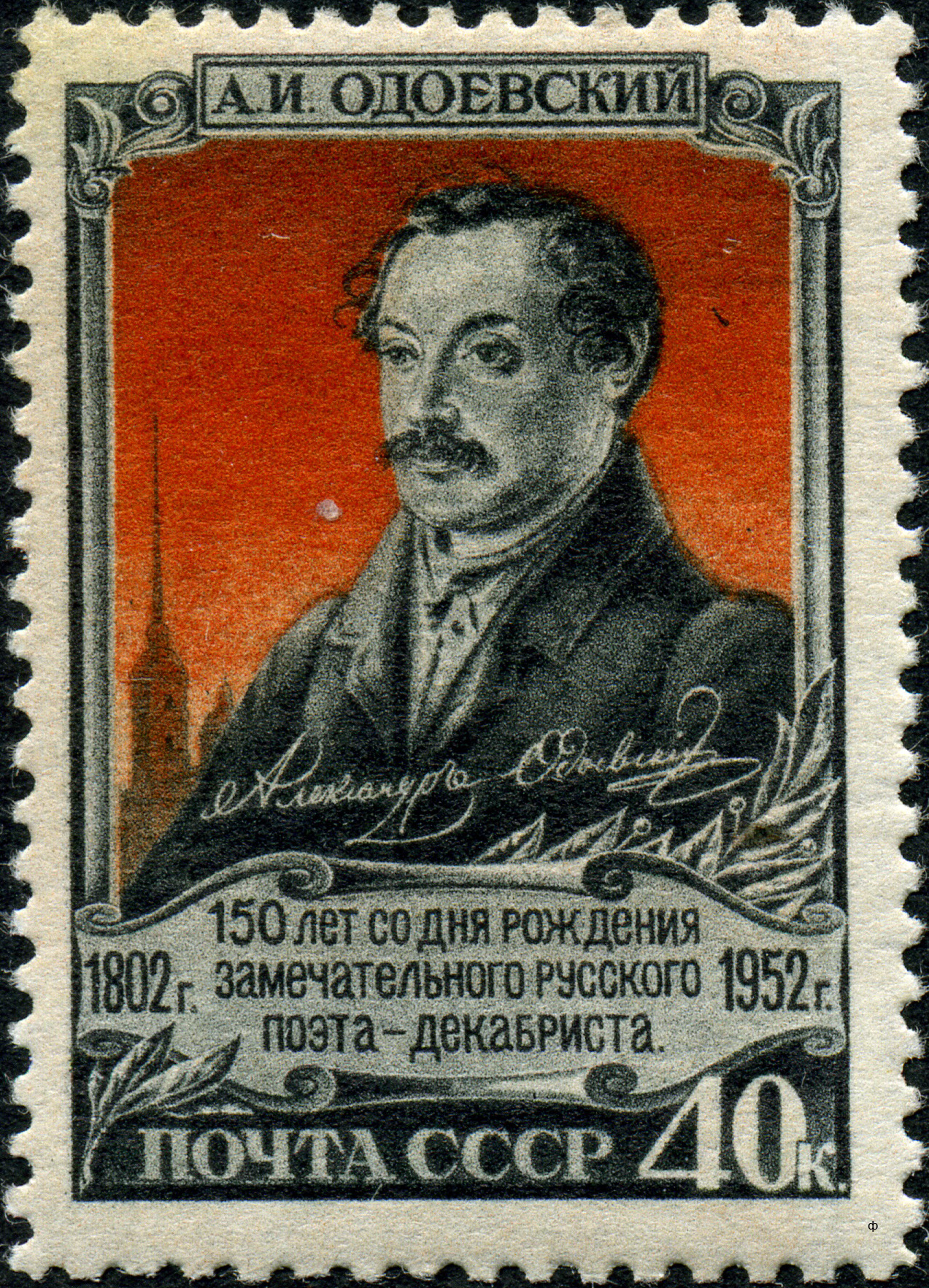
Odojewski auf einer sowjetischen Briefmarke (1952)

Alexander Iwanowitsch Odojewski (russisch Алекса́ндр Ива́нович Одо́евский, wiss. Transliteration Aleksandr Ivanovič Odoevskij; * 26. Novemberjul. / 8. Dezember 1802greg. in Sankt Petersburg; † 15. Augustjul. / 27. August 1839greg. auf der Festung Psesuape, heute zu Sotschi) war ein russischer Lyriker.

## Leben
Alexander Iwanowitsch Odojewski entstammte dem alten russischen Fürstengeschlecht Odojewski, sein Vater Iwan Sergejewitsch Odojewski war Offizier. Alexander erhielt eine gute häusliche Bildung und diente seit 1821 in der Kaiserlich Russischen Armee. Zudem zeigte er seit seiner Jugend auch Interesse für Literatur und sah sich vor allem von zeitgenössischen gesellschaftskritischen Dichtern wie Wladimir Odojewski, Alexander Bestuschew, Kondrati Rylejew und Alexander Gribojedow beeinflusst.
Im Frühjahr 1825 schloss sich Odojewski zusammen mit Bestuschew und Rylejew dem revolutionären Kreis Geheimbund Nord an, dessen Mitglieder, später als Dekabristen bezeichnet, einen bewaffneten Aufstand gegen den Zaren vorbereiteten. Odojewski gehörte dem radikalen Flügel dieser Bewegung an und nahm im Dezember 1825 an dem Aufstand der Dekabristen in Sankt Petersburg teil, welcher jedoch scheiterte. Als einer der Aktivisten wurde Odojewski verhaftet und war bis zum Abschluss des Prozesses in der Peter-und-Paul-Festung inhaftiert. Man verurteilte ihn zu 15 Jahren Zwangsarbeit in Sibirien, die er bis 1833 nahe Tschita verbüßte. Danach wurde er begnadigt und in Verbannung nach Jelan im Gouvernement Irkutsk und später nach Ischim im Gouvernement Tobolsk geschickt.
Die Jahre in der Peter-und-Paul-Festung und in Sibirien waren für Odojewski als Dichter die produktivsten. Er schrieb dort gefühlvolle Verse, in denen er Einflüsse der russischen Frühromantik mit dem Pathos der Dekabristenlyrik verband.
1837 durfte Odojewski aus Sibirien ins Mutterland zurückkehren und wurde als Soldat zum Militärdienst im Kaukasus berufen. Dort machte er unter anderem Bekanntschaft mit dem Dichter Michail Lermontow (mit dem er sich anfreundete, so dass Lermontow später nach Odojewskis Tod ihm zum Gedenken ein Gedicht widmete) und dem revolutionären Publizisten Nikolai Ogarjow. 1839 diente Odojewski an der östlichen Schwarzmeerküste. Dort erkrankte er während einer Expedition an Malaria und starb wenig später in der Festung Psesuape.

## Werke (Auswahl)
- Mitternacht (Gedicht, 1826)
- Elegie (1829)
- Wassilko (Poem, 1830)